# Demosponges

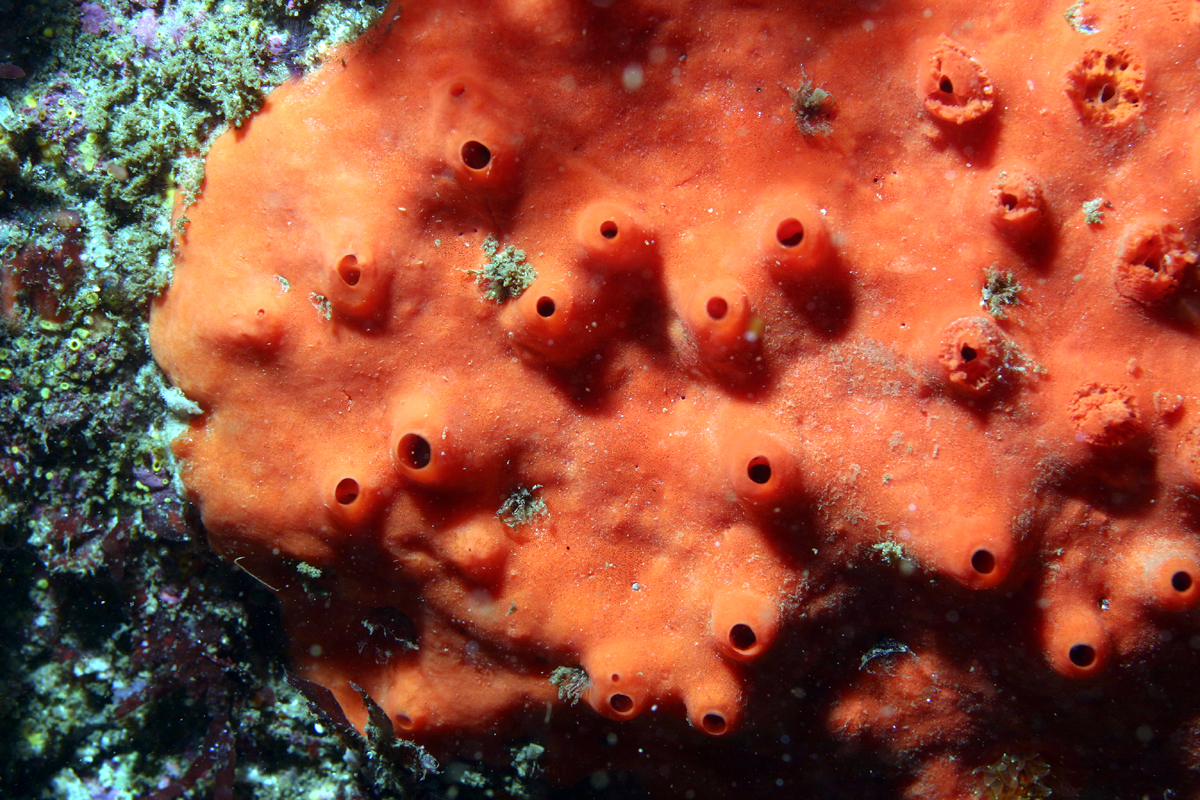
Acarnus erithacus

Les demosponges (Demospongiae) són la classe més gran de l'embrancament de les esponges de mar. Els seus esquelets es componen de fibres de la proteïna espongina, d'espícules de sílice, o ambdós. Contenen quasi 7.500 espècies el 81% de totes les esponges de mar i la seva estructura és predominantment del tipus leuconoide.
Aquesta classe comprèn molts i diversos ordres, incloent-hi totes les esponges grans. La majoria són animals marins, però alguns viuen en medis d'aigua dolça. Algunes espècies tenen una coloració brillant, i la seva forma corporal és molt variada. Es reprodueixen tant sexualment com asexualment.

## Classificació
La classificació de les demosponges ha patit nombrosos canvis els darrers anys a causa, sobre tot, d'estudis de filogènia molecular, com per exemple, la separació de la classe dels homoscleromorfs, abans considerats una subclasse dins les demosponges. Els estromatoporoïdeus són un grup extint de posició taxonòmica incerta, a vegades considerats una classe a part. Aquests canvis estan reflectits a "World Porifera Database" i "WoRMS":

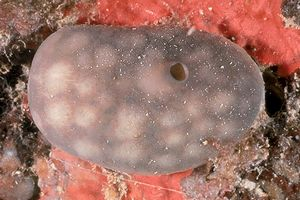
Chondrosia reniformis (Chondrosiida)

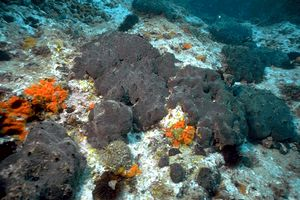
Spongia officinalis (Dictyoceratida)

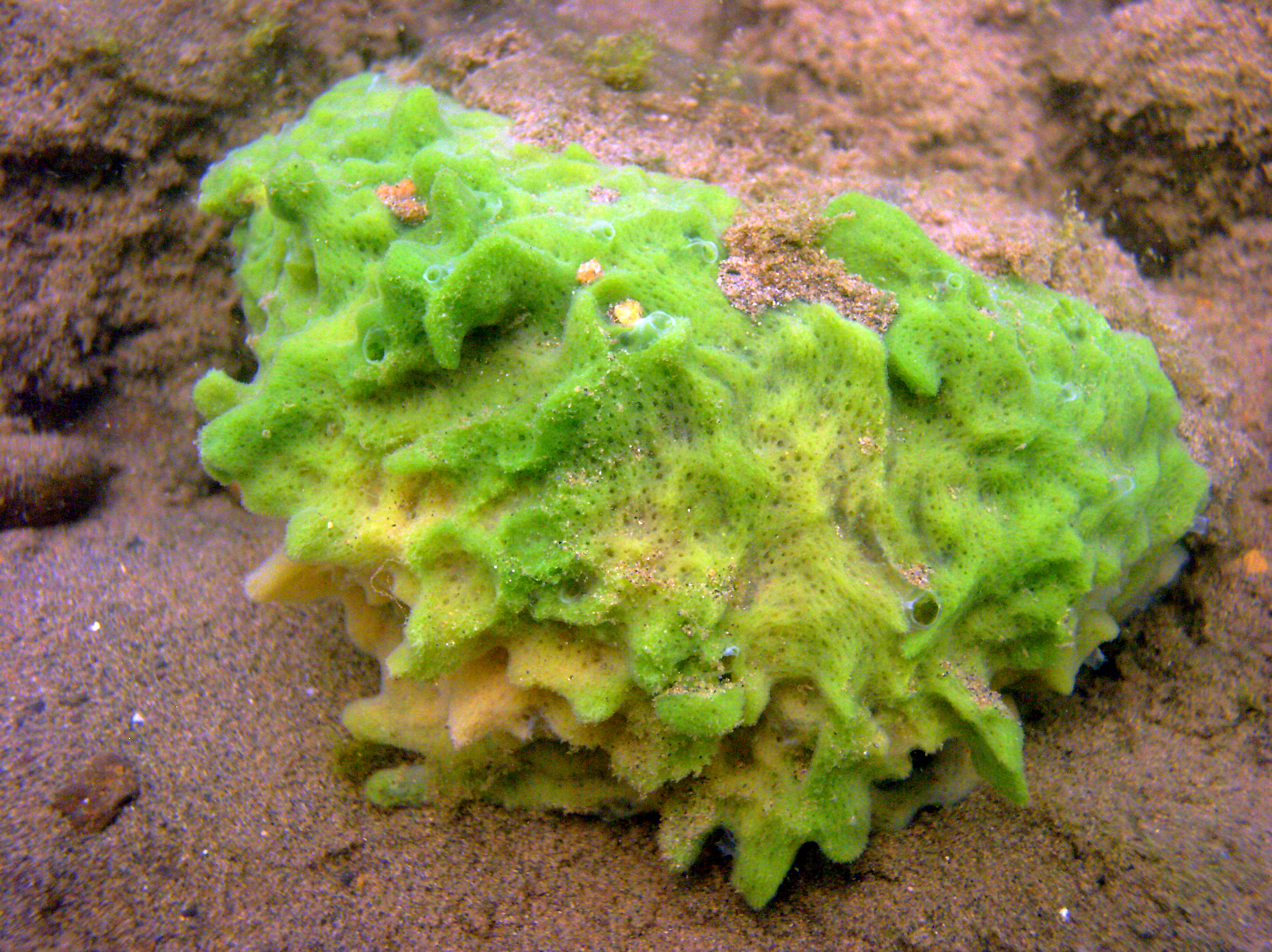
Spongilla lacustris (Spongillida)

- Subclasse Stromatoporoidea † Nicholson & Murie, 1878 (?)
- Subclasse Heteroscleromorpha Cárdenas, Pérez, Boury-Esnault, 2012
  - Ordre Agelasida Verrill, 1907
  - Ordre Axinellida Lévi, 1953
  - Ordre Biemnida Morrow et al., 2013
  - Ordre Bubarida Morrow & Cárdenas, 2015
  - Ordre Clionaida Morrow & Cárdenas, 2015
  - Ordre Desmacellida Morrow & Cárdenas, 2015
  - Ordre Haplosclerida Topsent, 1928
  - Ordre Merliida Vacelet, 1979
  - Ordre Poecilosclerida Topsent, 1928
  - Ordre Polymastiida Morrow & Cárdenas, 2015
  - Ordre Scopalinida Morrow & Cárdenas, 2015
  - Ordre Sphaerocladina Schrammen, 1924
  - Ordre Spongillida Manconi & Pronzato, 2002
  - Ordre Suberitida Chombard & Boury-Esnault, 1999
  - Ordre Tethyida Morrow & Cárdenas, 2015
  - Ordre Tetractinellida Marshall, 1876
  - Ordre Trachycladida Morrow & Cárdenas, 2015
- Subclasse Verongimorpha Erpenbeck et al., 2012
  - Ordre Chondrillida Redmond et al., 2013
  - Ordre Chondrosiida Boury-Esnault et Lopès, 1985
  - Ordre Verongiida Bergquist, 1978
- Subclasse Keratosa Grant, 1861
  - Ordre Dendroceratida Minchin, 1900
  - Ordre Dictyoceratida Minchin, 1900